# Ciro Contini
Ciro Contini (Ferrara, 25 febbraio 1873 – Los Angeles, 6 aprile 1952) è stato un ingegnere italiano.

## Biografia

### A Ferrara

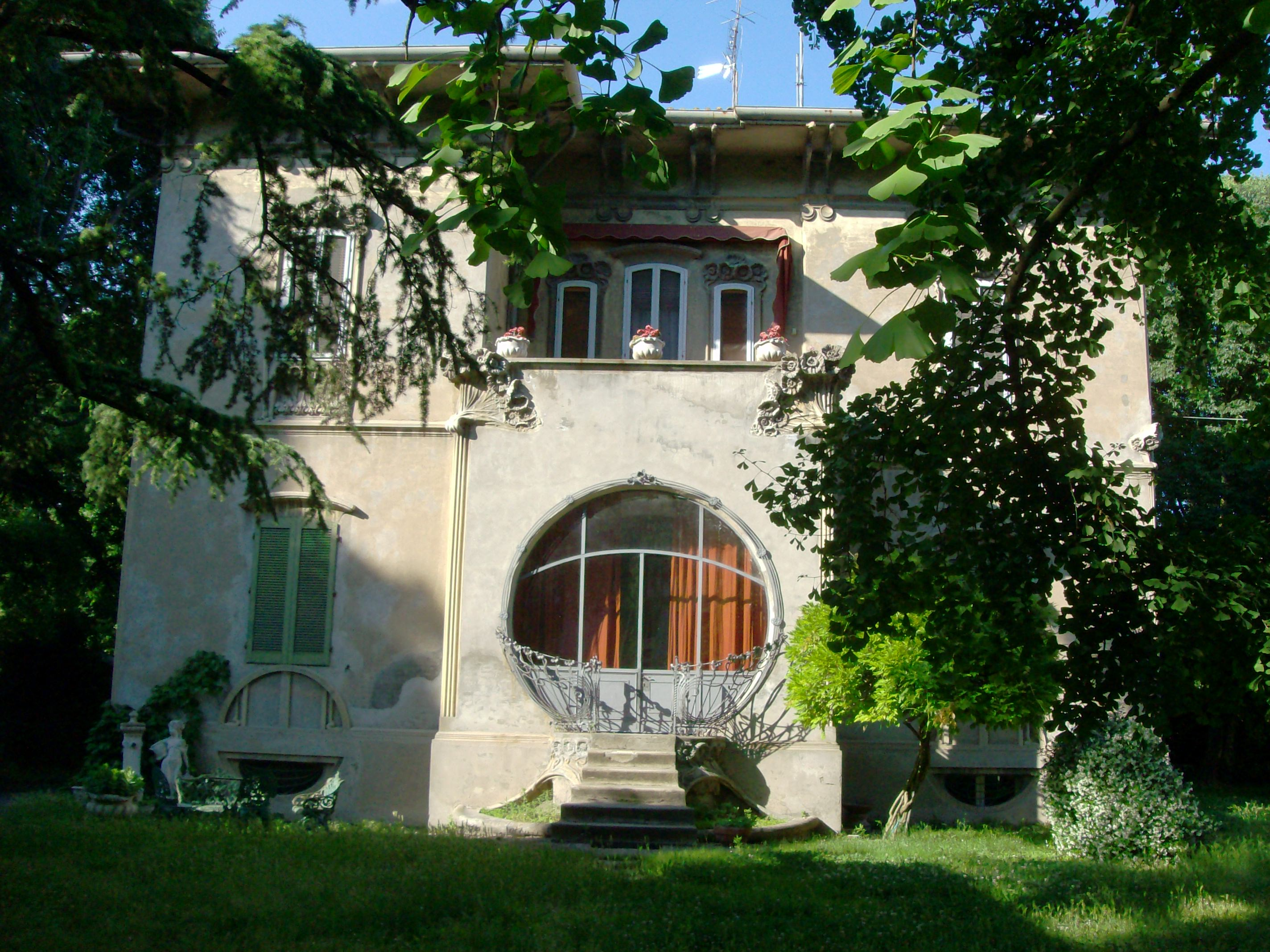
Villa Melchiorri, in Viale Cavour 184 a Ferrara, una delle villette progettate da Ciro Contini

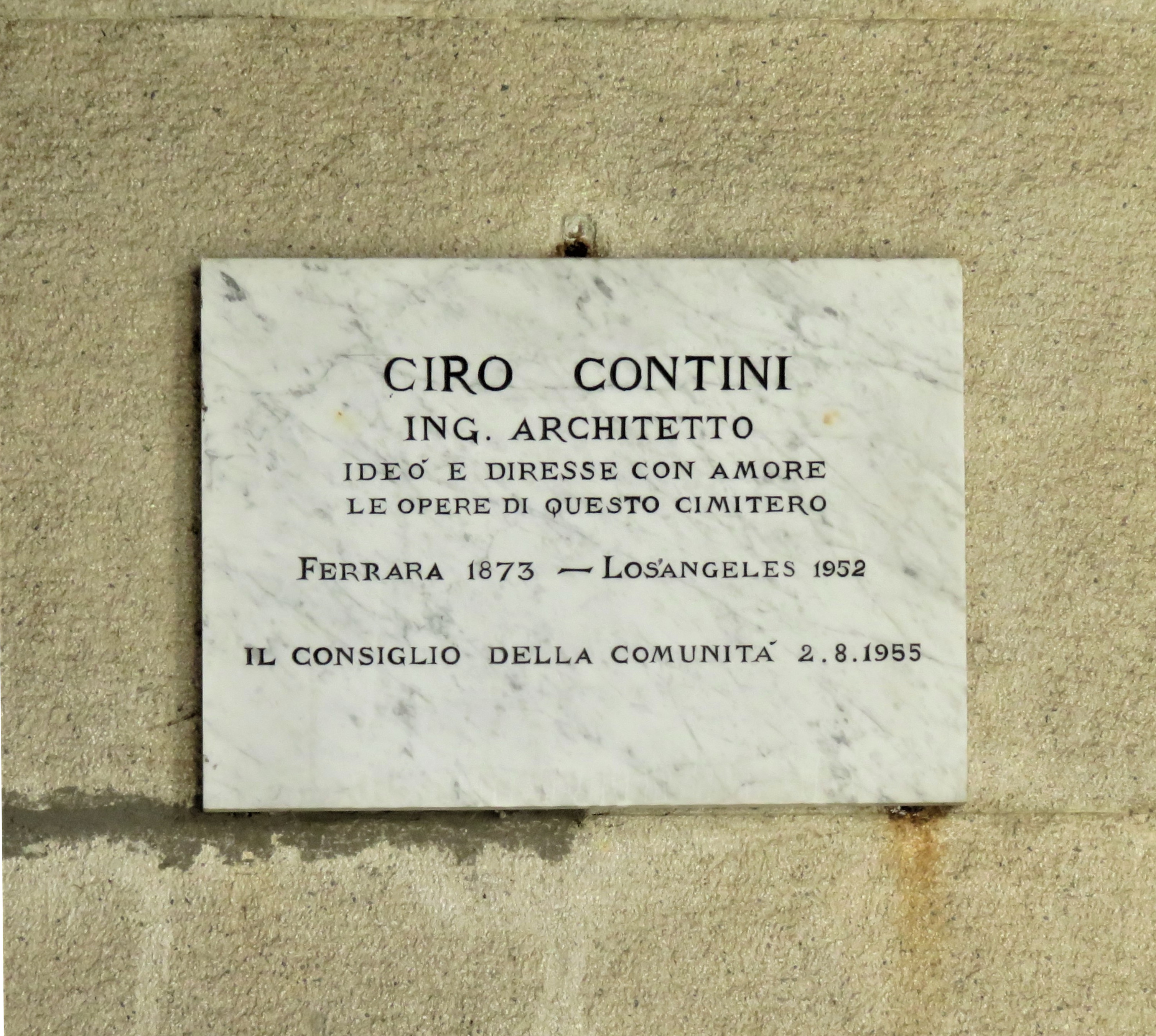
Lapide in ricordo di Ciro Contini nel cimitero ebraico.

Nato da Beniamino, importante commerciante ferrarese di origine ebraica, e da Allegra Almansi, nel 1895 si laureò in Ingegneria Civile alla R. Scuola di Applicazione per Ingegneri di Bologna.
Iniziò a lavorare a Ferrara, dove, tra l'altro, progettò alcune palazzine in stile Liberty: Villa Melchiorri (1904), Villa Amalia di Santini-Lega (1905), Villa Finotti e Villa Silvio Santini (1907, la seconda poi distrutta per far posto al Condominio Monteleone). Tra i primi lavori, l'innalzamento del ponte ferroviario sul Reno a Poggio Renatico nel 1897 e due anni dopo per la Laneria Hirsch in via Fondobanchetto; nello stesso anno, gli viene attribuito il prospetto "secessionista" di via Aldighieri, con padiglioni interni realizzati da Barbantini.
Svariate attività lo occuparono nel 1900: vinse il concorso bandito dalla Benvenuto Tisi nell'ambito di un'esposizione artistica a Palazzo dei Diamanti avente tema Bozzetto di palazzina da erigersi sul viale Cavour nel terreno comunale detto lo Spagnarone e divenne il rappresentante ferrarese delle ditte Visetti di Torino e Fiorini di Bologna, lavorando nel frattempo alla Barriera daziaria di Porta Reno e alla ristrutturazione dell'edificio tra Largo Castello e via Borgoleoni, facendolo divenire il Caffè-concerto Eden, sul cui retro istituì il proprio studio tecnico.
L'anno successivo fu direttore dei lavori al Palazzo dei bagni pubblici, progettato da Duprà, in viale Cavour, sull'area degli orti delle Orsoline mentre nel 1903 fu collaudatore del Grande Claustro della Certosa, nel 1907 realizzatore di un complesso a tre piani tra viale Cavour e via Ariosto e nel 1909 aggregato all'Ufficio Tecnico per lo studio della parte decorativa del nuovo idrovoro di Codigoro. Realizzò alcuni padiglioni effimeri in stile Liberty in Piazza d'Armi, decorati da Arrigo Minerbi, in occasione dell'Esposizione del Consorzio delle Bonifiche (detta anche Mostra delle Bonifiche) nella primavera del 1910.
Nel 1911 sposa a Torino Regina Malvano, gli vengono commissionati sia il restauro del cimitero ebraico in via delle Vigne, compreso il progetto del portale che il nuovo Piano regolatore occupandosi, insieme ad Antonio Mazza, anche di nuovo teatro e di una suntuosa galleria che avrebbe dovuto unire via Garibaldi a via Cortevecchia.
Lo studio del piano regolatore, detto Addizione Contini, comprendeva al suo interno anche un progetto per l'area del futuro Rione Giardino (1920). 
Nel 1913 progettò la realizzazione delle Poste all'interno di Palazzo Costabili e della Camera di Commercio nell'edificio dei Bastardini in via Bersaglieri del Po, oltre al tentativo di realizzare un nuovo centro commerciale. Per Ferrara costruì anche tre scuole elementari, a Codrea, Cona e Marrara.
Nella città estense, fu prediletto dalla colta borghesia israelitica ferrarese, per la quale lavorò a fabbriche, negozi e tombe. Tra quest'ultime, per le famiglie Hirsch, Ancona, Pesaro nel Cimitero in via delle Vigne.

### A Roma e Los Angeles
Nel 1917 si trasferì a Roma, dove fu tecnico dell'Istituto Cooperativo delle Case degli Impiegati dello Stato e consulente della Banca Monte dei Paschi per gli interventi immobiliari. 
Nel 1941, con l'inasprirsi delle persecuzioni conseguenti all'entrata in vigore delle leggi razziali, essendo di religione ebraica, fu costretto a riparare negli Stati Uniti.
Morì a Los Angeles nel 1952.